# جيمس مان (صحفي)
جيمس مان (بالإنجليزية: James Mann)‏ هو صحفي وصحفي سياسي أمريكي، ولد في 1946 في ألباني في الولايات المتحدة.

## وصلات خارجية
- جيمس مان على موقع إن إن دي بي (الإنجليزية)